# Cherepovets
Cherepovets (tiếng Nga: Череповец) là một thành phố Nga. Thành phố này thuộc chủ thể Vologda Oblast. Thành phố có dân số 311.869 người (theo điều tra dân số năm 2002. Đây là thành phố lớn thứ 61 của Nga theo dân số năm 2002.